# Vändträsk
Vändträsk är en by i Bodens kommun, Norrbotten längs militärvägen, länsväg 356. Byn ligger vid sjön Vändträsket som genomflyts av Alån.